# St Mary's Chapel (Castletown)
St Mary's Chapel, ook bekend als de Old Grammar School (Oude Gymnasium), is een van oorsprong twaalfde-eeuwse kapel en later schoolgebouw, gelegen in Castletown in de parish van Malew op het eiland Man. Dit gebouw is het oudste gebouw met dak op Man.

## Geschiedenis
Rond Castle Rushen ontstond een nederzetting die de naam Castletown kreeg. De eerste kapel van deze nederzetting werd St Mary's Chapel die in de twaalfde eeuw werd gebouwd. De vroegste documentatie van deze kapel stamt uit 1511. In 1698 werd het zuidoostelijke deel van de kapel neergehaald om het vrijgekomen materiaal te gebruiken voor de bouw van een nieuwe St Mary's Church die iets naar het westen werd gebouwd (aan The Parade, coördinaten: 54°04'22.1"N 4°39'10.2"W) door Thomas Looney. Vanaf 1698 tot 1931 fungeerde de kapel als school, een gymnasium (Grammar School), voor jongens van voornamelijk rijke ouders. De fondsen voor het starten van de school kwamen van bisschop Isaac Barrow. De school werd pas aangeduid als de Grammar School toen in 1833 het King William's College in Castletown werd gesticht.
In 1950 werd het Manx Museum eigenaar van deze voormalige kapel. Hiermee werd het pand gered van de sloophamer; de gebouwen eromheen werden afgebroken om een parkeerplaats aan te leggen.  De inrichting van het klaslokaal bleef behouden. In 1960-1961 werd het gebouw archeologisch onderzocht door M. Cubbon, directeur van het Manx Museum.

## Beschrijving en interpretatie
St Mary's Chapel is in de 21e eeuw een gebouw van 1 bouwlaag met een L-vormige plattegrond. Dit gebouw ligt aan de zeezijde van de parkeerplaats Chapel Lane Car Park. Het gebouw is opgetrokken in kalksteen met een leien dak. De toegang tot het gebouw bevindt zich in de noordelijke muur van de west-oostelijke vleugel. Deze toegang is hoogstwaarschijnlijk origineel. De zuidelijke muur van deze vleugel heeft een arcade van drie bogen, gebouwd in gele zandsteen met her en der rode zandsteen ertussen. De bogen rusten op lage kolommen van gebeeldhouwd kalksteen. Deze arcade scheidde het schip van een zuidelijke zijbeuk. In de 21e eeuw liggen twee van deze bogen nu aan de buitenzijde van het gebouw; slechts 1 boog bevindt zich nog geheel in het gebouw. Het eiken plafond/dak is origineel.
Waarom deze kapel deze arcade heeft en hoe oud de arcade is, is niet duidelijk.  In de kerk van Rushen Abbey bevindt zich een soortgelijke boog van dezelfde steensoort met eeb breedte van 2,5 meter. Het was ook deze abdij die de kapelaan bekostigde die de missen opdroeg in St Mary's Chapel. Ook in de kathedraal bij Peel Castle bevindt zich zo'n arcade. Het hebben van een zuidbeuk en/of een arcade is atypisch voor een kerkgebouw op Man dat ouder is dan de negentiende eeuw. Het zou kunnen zijn dat de arcade zestiende-eeuws is, al zien de lage pilaren waarop de bogen steunen eruit alsof ze van na de middeleeuwen stammen. Het kan zijn de arcade pas werd gebouwd in de jaren veertig van de zeventiende eeuw of pas toen de kapel een schoolgebouw werd in 1698.
De korte vleugel aan de oostzijde (de noord-zuidvleugel) stamt uit 1704 en werd gebouwd door Thomas Looney. Aan het zuidelijk uiteinde bevindt zich een steile gevel met in het midden een schoorsteen tussen twee ramen. Aan de westzijde bevinden zich een raam en een deur die waarschijnlijk oorspronkelijk ook een raam was, met een puntgevel met kruisraam.
In 1829 werd het gebouw uitgebreid gerestaureerd door Thomas Brine, die ramen aanbracht in de westelijke en zuidelijke gevels waarbij een schoorsteen uit 1698 werd verwijderd en een schoorsteen in de noordelijke muur werd toegevoegd. De restauratie in de jaren zestig van de twintigste eeuw resulteerde in het verplaatsen van laat achttiende-eeuwse panelen uit de west-oostelijke vleugel naar de noord-zuidelijke vleugel, in het plaatsen van betonnen lateien bov en de westelijke en oostelijke ramen, in het leggen van een betonnen vloer, en het vervangen van de laat zeventiende-eeuwse blokkade van de westelijke en centrale boog met nieuwe stenen.
Het stenen muurtje om het gebouw heen stamt uit de twintigste eeuw.

## Beheer
St Mary's Chapel oftewel de Old Grammar School wordt beheerd door Manx National Heritage.